# Bassori (Gambia)
Bassori (Schreibvariante: Basori) ist eine Ortschaft im westafrikanischen Staat Gambia.
Nach einer Berechnung für das Jahr 2013 leben dort etwa 2701 Einwohner, das Ergebnis der letzten veröffentlichten Volkszählung von 1993 betrug 1670.

## Geographie
Bassori liegt in der West Coast Region, Distrikt Kombo East, rund 3,2 Kilometer südlich von Tubakuta und 5,7 Kilometer südlich von Madina Ba entfernt. Der Ort liegt an der ein einer Straße, die bei Madina Ba von der South Bank Road abzweigt und nach Süden nach Senegal führt. In Senegal trägt sie die Bezeichnung N 5.
In Bassori wurde eine offizielle Begräbnis-Stätte für die Opfer des Untergangs der senegalesischen Fähre Le Joola eingerichtet.